# 大士西路站
大士西路地鐵站（英語：Tuas West Road MRT Station，代號EW32）是新加坡地鐵東西線上的车站，位于新加坡本岛大士规划区。该站由于靠近一条同名街道而得名。

## 歷史
2011年1月11日，新加坡交通部長林雙吉曾在造訪勿洛地鐵站新式全高式月台門系統時透露，將建設新的東西線延伸段，即大士南支線。新路線預定在2016年完工，每天將使約100,000名乘客受益。
2016年10月26日時，為了一同與東西南北線新設置的信號系統，官方宣布大士西路地鐵站會延後至2017年6月18日開放。

## 車站樓層
| 地上 三樓 | A站台              | 东西线 往巴西立／樟宜機場方向（大士彎站） |
| 地上 三樓 | 島式站台，右側開門 |                                           |
| 地上 三樓 | B站台              | 东西线 往大士連路方向（終點站）           |
| 地上 二樓 | 大廳               | 檢票口、自動售票機、車站控制室            |
| 地上 一樓 | 地面層             | 出入口                                    |

## 出口
| 出口編號 | 建議前往的目的地 | 照片 |
| -------- | ---------------- | ---- |
| A        |                  |      |
| B        |                  |      |

## 交通連接

### 地鐵
| 終點        | 首班車      | 首班車 | 首班車            |  | 末班車  |
| ----------- | ----------- | ------ | ----------------- |  | ------- |
|             | 週一 - 週六 |        | 星期日及 公定假日 |  | 每日    |
| 東西線      |             |        |                   |  |         |
| EW1 巴西立  | 5.21am      |        | 5.51am            |  | 11.22pm |
| EW33 大士連 | 5.34am      |        | 6.04am            |  | 12.45am |